# Grep
A grep (neve a Global | Regular Expression | Print szavak kezdőbetűiből származik) parancssorból futtatható program, mely a paraméterként megadott fájlokban vagy a standard inputban megadott tartalomban keres reguláris kifejezések alapján. Első verzióját a Unix operációs rendszerhez írták. Ma a legtöbb Unix és Unix-szerű rendszernek, így a különböző Linux disztribúcióknak és a Mac OS X rendszereknek is része a grep. Windows rendszerekhez letölthető például a GNU grep a Cygwin részeként.

## Használat

### Keresés egyetlen fájlban
Keressük a tehén szót az A_tej_ára.txt szövegfájlban:
```
grep tehén A_tej_ára.txt
```

A grep ekkor kiírja azokat a sorokat a fájlból, amelyek tartalmazzák a tehén stringet. Ha a fájl valamely sora a TEHÉN vagy a Tehén stringet tartalmazza, akkor nem íródik a kimenetre, mert a grep alapértelmezésben kis- és nagybetű érzékeny (case-sensitive). Ezt a -i kapcsolóval lehet felülbírálni:
```
grep -i tehén A_tej_ára.txt
```

Ebben az esetben akár a Tehén de akár a TehÉN string is egyezőnek számít.

### Keresés teljes szóra
A -w (--word-regexp) kapcsolóval teljes szavakra is kereshetünk:
```
grep -w tehén A_tej_ára.txt
```

A keresés listázza azokat a sorokat, amelyek a tehén szót tartalmazzák, de azokat nem, amelyekben például a tehéntej szó szerepel.
A -c (--count) kapcsolóval azt is megszámolhatjuk, hogy a keresett szó hány sorban fordul elő a fájlban:
```
grep -w -c tehén A_tej_ára.txt
```

### Keresés alkönyvtárakban
Lehetséges a rekurzív keresés is egy adott könyvtárstruktúrában a -r kapcsolóval. Az alábbi példában a grep a tehén stringet tartalmazó sorokat keresi az Dokumentumok/ könyvtár alatti teljes struktúrában:
```
grep -r tehén Dokumentumok/
```

A -l vagy --files-with-matches opció hatására csak az illeszkedő fájlok nevei kerülnek a kimenetre. Az előző példát kiegészítve így használható:
```
grep -r -l tehén Dokumentumok/
```

Ezzel ekvivalens az alábbi írásmód:
```
grep -rl tehén Dokumentumok/
```

### Szabályos kifejezések
A grep Reguláris kifejezéseket is tud értelmezni. Az alábbi példában a grep egyaránt megtalálja a Bivaly és a Bagoly szavakat a bemeneti fájlban, hiszen mindkettő illeszkedik az B...ly szabályos kifejezésre:
```
grep B.
..ly állatok.txt
```

Szabályos kifejezés segítségével sorok kezdete és sorok vége is detektálható. Az alábbi példa az olyan sorokat listázza, melyek úgy végződnek, hogy ,,ni".
```
grep "ni$" versek.txt
```

A nagy ,,Dzs" betűvel kezdődő sorokat listázza ki az alábbi példa
```
grep "^Dzs" mongolia.txt
```